# Zgromadzenie Sióstr Franciszkanek Służebnic Krzyża

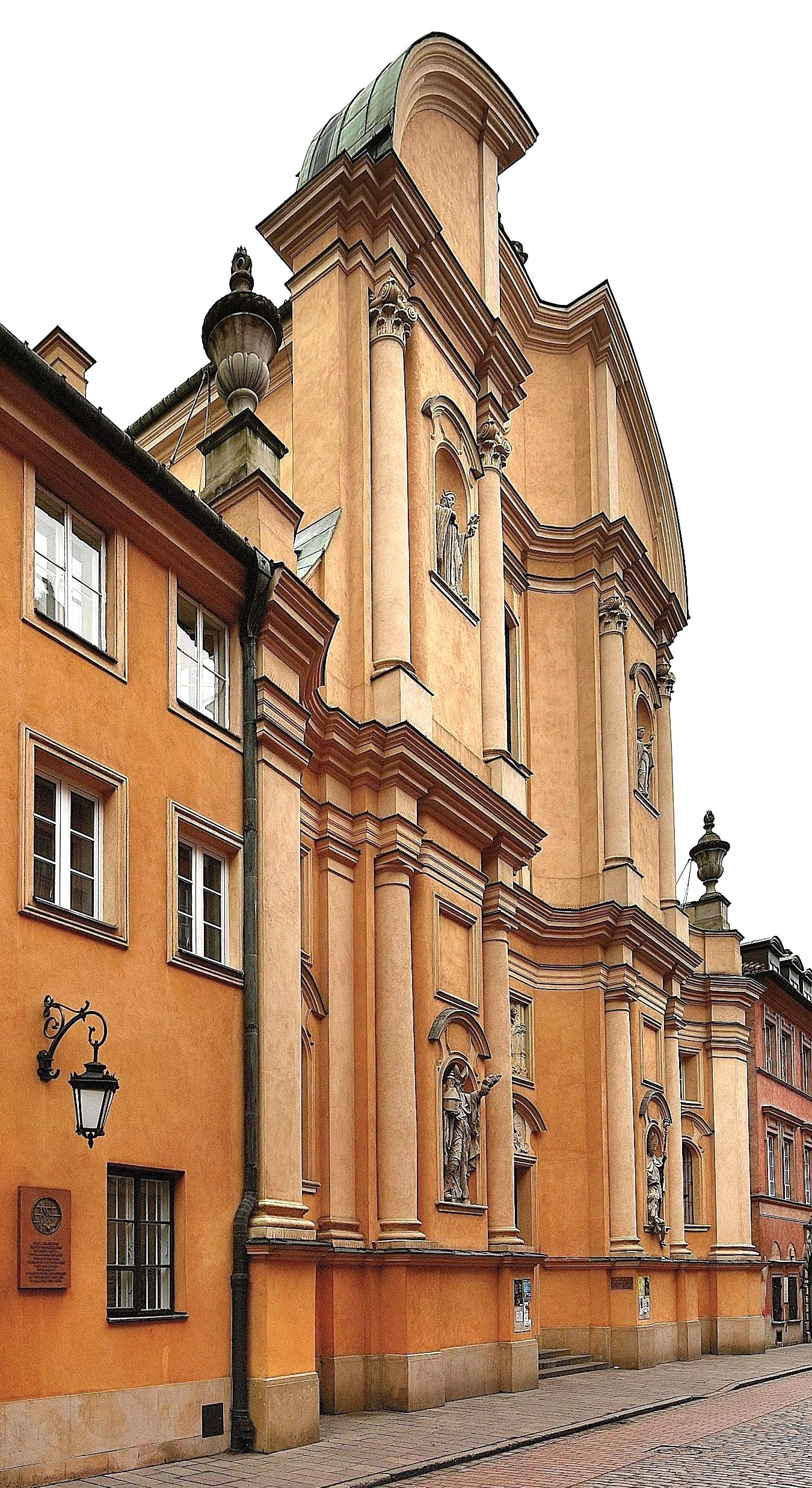
Kościół św. Marcina w Warszawie, siedziba domu generalnego FSK

Zgromadzenie Sióstr Franciszkanek Służebnic Krzyża (FSK) – zgromadzenie utworzone 1 grudnia 1918 roku w Warszawie. Założycielką była Błogosławiona Matka Elżbieta Czacka.

## Historia
Ociemniała w roku 1898 młoda hrabianka Róża Czacka za namową znanego warszawskiego okulisty dr Bolesława Gepnera postanowiła poświęcić się pracy dla niewidomych. W 1910 roku założyła Towarzystwo Opieki nad Ociemniałymi, które z czasem w sposób instytucjonalny objęło opieką kilkaset niewidomych dzieci i dorosłych. Róża Czacka uważała jednak, że tylko silne trwanie w wierze katolickiej, pojednanie z Bogiem i pełna akceptacja swojego inwalidztwa może doprowadzić do sukcesu rehabilitację osoby ociemniałej. Ponadto z dużą determinacją wprowadzała do pracy z niewidomymi najnowsze ówcześnie praktyki tyflologiczne, co wymagało ustawicznego samokształcenia. Jej współpracownicy nie zawsze akceptowali oba te czynniki w procesie opieki nad ociemniałymi.
Stąd też Róża Czacka zdecydowała się powołać zgromadzenie zakonne, którego celem byłaby służba niewidomym. W roku 1917 sama oblekła habit III zakonu św. Franciszka, zaś w listopadzie 1918 r. uzyskała zgodę ówczesnego Prymasa, arcybiskupa Aleksandra Kakowskiego na przyjmowanie kandydatek do nowego zgromadzenia. Formalnie zaczęło ono działać od 1 grudnia 1918 r. Pierwsze Konstytucje Zgromadzenia zostały zatwierdzone 2 października 1922 r., a w roku 1923 odbyła się I Kapituła i otwarcie nowicjatu w Laskach.
Duchowym opiekunem tworzącej się wspólnoty zakonnej został ks. Władysław Krawiecki, profesor żytomierskiego seminarium duchownego, a po jego śmierci w roku 1922 ks. Władysław Korniłowicz. Wokół osoby ks. Korniłowicza i całego dzieła Matki Czackiej zwanego Triuno (na cześć Trójcy Przenajświętszej), wspomaganego przez samych niewidomych, siostry FSK i współpracowników świeckich, skupiła się liczna warszawska inteligencja katolicka.

Zgromadzenie stało się podporą kadrową Towarzystwa Opieki nad Ociemniałymi zarówno w jego warszawskich placówkach, jak i w Zakładzie dla Niewidomych w Laskach – od lat 30. XX w. głównego ośrodka dzieła.

## Cele i działalność Zgromadzenia
Zgodnie z Konstytucjami Zgromadzenia jego celem jest różnorodna służba niewidomym oraz działalność apostolska, szczególnie wśród osób ślepych duchowo, czyli ludzi dalekich od Boga wskutek niewiary lub grzechu. Siostry franciszkanki wynagradzają Bogu za duchową ślepotę świata poprzez kontemplację Krzyża i naśladowanie Maryi.

Szczególną cześć siostry oddają św. Franciszkowi z Asyżu, którego obrały za swojego patrona.
Siostry z Lasek nie ograniczają swojej działalności do pracy z niewidomymi w ośrodku szkolno-wychowawczym w Laskach czy innych placówkach (Rabka, Żułów, Gdańsk-Sobieszewo). Prowadzą także domy rekolekcyjne, Bibliotekę Wiedzy Religijnej, Bibliotekę Książki Mówionej w Warszawie oraz Ośrodek Ekumeniczny im. Jana XXIII Joannicum, założony przez s. Joannę Lossow.
W roku 2010 zgromadzenie liczyło 183 siostry, w tym 163 były Polkami. Siostry pracują w Polsce oraz w Indiach, na Ukrainie (Żytomierz i Skałat Stary), w Republice Południowej Afryki, Rwandzie i we Włoszech, opiekując się niewidomymi i prowadząc dla nich specjalistyczne ośrodki.

Dom generalny zgromadzenia znajduje się w Warszawie na ul. Piwnej (przy kościele św. Marcina), a dom macierzysty w Laskach na terenie Zakładu dla Niewidomych. Pozostałe domy zgromadzenia prowadzone są w Rabce, Żułowie, Gdańsku-Sobieszewie.
Od 2019 r. przełożoną generalną Zgromadzenia jest s. Judyta Olechowska. 

## Godło zgromadzenia i strój zakonny
Godło przedstawia greckie litery słowa Christos: X (chi) i P (ro) ułożone w krzyż monogramatyczny. Wokół umieszczone są łacińskie dewizy zgromadzenia: Caritas Christi urget nos (Miłość Chrystusa przynagla nas) i Pax et gaudium in cruce (Pokój i radość w Krzyżu).

W innej odmianie godła ramiona monogramu krzyża dzielą prostopadle pole godła na cztery części, w dwóch górnych polach znajdują się dewizy, w lewym dolnym grecka litera alfa, w prawym omega, także symbolizujące Chrystusa. Godło i dewizy nawiązują do charyzmatu zgromadzenia – umiłowania Krzyża, służby potrzebującym i cierpiącym fizycznie oraz duchowo.
Strój zakonny sióstr to brązowy habit przepasany sznurem z pięcioma węzłami, na którym zawiązany jest drewniany różaniec. Szyję okala biała stójka, a brązowy welon ma białą wypustkę. Siostry pracujące poza granicami kraju noszą na piersiach drewniany krzyż z pasyjką.